# Trần Tiến Hưng
Trần Tiến Hưng (sinh năm 1976) là chính trị gia người Việt Nam. Ông hiện là Ủy viên Ban Chấp hành Trung ương Đảng Cộng sản Việt Nam khóa XIII, Phó Chủ nhiệm Ủy ban Kiểm tra Trung ương, nguyên là Phó Bí thư Tỉnh ủy, Chủ tịch Ủy ban nhân dân tỉnh Hà Tĩnh.

## Xuất thân và giáo dục
Trần Tiến Hưng sinh ngày 8 tháng 3 năm 1976 tại thị trấn Phúc Yên, huyện Mê Linh, tỉnh Vĩnh Phúc và lớn lên tại Hà Nội. Ông có nguyên quán tại phường Thạch Quý thuộc thành phố Hà Tĩnh, tĩnh Hà Tĩnh.
Trần Tiến Hưng tốt nghiệp Trường Đại học Tài chính - Kế toán Hà Nội (nay là Học viện Tài chính) (Khóa 32, lớp Thuế).
Ông có học vị Tiến sĩ Kinh tế.

## Sự nghiệp
Trần Tiến Hưng là đảng viên Đảng Cộng sản Việt Nam.

### Công tác tại Ủy ban Kiểm tra Trung ương Đảng Cộng sản Việt Nam
Từ tháng 10 năm 1998 đến tháng 4 năm 2002, Trần Tiến Hưng công tác tại Vụ Nghiên cứu, Ủy ban Kiểm tra Trung ương Đảng Cộng sản Việt Nam.
Từ tháng 5 năm 2002 đến tháng 12 năm 2009, Trần Tiến Hưng là kiểm tra viên Vụ Kiểm tra Tài chính, Ủy ban Kiểm tra Trung ương.
Từ tháng 12 năm 2009 đến tháng 4 năm 2013, Trần Tiến Hưng làm Phó Vụ trưởng Vụ Kiểm tra Tài chính, Ủy ban Kiểm tra Trung ương.
Từ tháng 5 năm 2013 đến tháng 2 năm 2014, Trần Tiến Hưng là Phó Vụ trưởng Vụ Tổng hợp, Ủy ban Kiểm tra Trung ương.
Từ tháng 2 năm 2014 đến tháng 2 năm 2016, Trần Tiến Hưng giữ chức Chủ nhiệm Ủy ban Kiểm tra Đảng ủy Khối các Cơ quan Trung ương nhiệm kỳ 2010 – 2015, nhiệm kỳ 2015 – 2020.
Từ tháng 3 năm 2014 đến tháng 2 năm 2016, Trần Tiến Hưng được bầu làm Ủy viên Ban Thường vụ Đảng ủy Khối các Cơ quan Trung ương, nhiệm kỳ 2010 – 2015, nhiệm kỳ 2015 – 2020.
Từ tháng 2 năm 2016 đến tháng 7 năm 2019, Trần Tiến Hưng là ủy viên Ủy ban Kiểm tra Trung ương Đảng Cộng sản Việt Nam khóa 12.
Sáng ngày 31 tháng 1 năm 2021, Ban Chấp hành Trung ương Đảng khóa XIII đã họp Hội nghị lần thứ nhất để bầu Bộ Chính trị, Tổng Bí thư, Ban Bí thư, Ủy ban Kiểm tra Trung ương Đảng, Chủ nhiệm Ủy ban Kiểm tra Trung ương Đảng. Đồng chí Trần Tiến Hưng được Ban Chấp hành Trung ương Đảng khóa XIII bầu Ủy viên Uỷ ban Kiểm tra Trung ương khoá XIII.

### Phó Bí thư Tỉnh ủy, Chủ tịch Ủy ban nhân dân tỉnh Hà Tĩnh
Ngày 2 tháng 7 năm 2019, Ban Bí thư Ban Chấp hành Trung ương Đảng Cộng sản Việt Nam khóa 12 quyết định luân chuyển, chỉ định ông Trần Tiến Hưng, Ủy viên Ủy ban Kiểm tra Trung ương Đảng Cộng sản Việt Nam khóa 12 tham gia Ban Chấp hành, Ban Thường vụ và giữ chức Phó Bí thư Tỉnh ủy Hà Tĩnh nhiệm kỳ 2015-2020 (Quyết định số 1352-QĐNS/TW, ngày 02-7-2019).
Ngày 15 tháng 7 năm 2019, tại kì họp thứ 10 của Hội đồng nhân dân tỉnh Hà Tĩnh khóa 17, Trần Tiến Hưng được bầu giữ chức vụ Chủ tịch Ủy ban nhân dân tỉnh Hà Tĩnh nhiệm kì 2016-2021 thay ông Đặng Quốc Khánh được điều động làm Bí thư Tỉnh ủy Tỉnh Hà Giang.
Ngày 26/2/2021, Bộ Chính trị quyết định ông Trần Tiến Hưng, Ủy viên Ban Chấp hành Trung ương Đảng, Phó Chủ nhiệm Ủy ban Kiểm tra Trung ương khóa XIII, Phó Bí thư Tỉnh ủy, Chủ tịch UBND tỉnh Hà Tĩnh thôi tham gia Ban Chấp hành, Ban Thường vụ và thôi giữ chức Phó Bí thư Tỉnh ủy Hà Tĩnh nhiệm kỳ 2020-2025.
Ngày 16 tháng 4 năm 2021, Tại kỳ họp thứ 20, HĐND tỉnh Hà Tĩnh bỏ phiếu thống nhất miễn nhiệm chức vụ Chủ tịch UBND tỉnh nhiệm kỳ 2016 - 2021 đối với ông Trần Tiến Hưng.
Ngày 22 tháng 4 năm 2021, Tại Quyết định 596/QĐ-TTg, Thủ tướng Chính phủ  Phạm Minh Chính phê chuẩn kết quả miễn nhiệm chức vụ Chủ tịch UBND tỉnh Hà Tĩnh nhiệm kỳ 2016-2021 đối với ông Trần Tiến Hưng, để nhận nhiệm vụ mới.
Cuối năm 2019 đến ngày 02 tháng 03 năm 2020, ông tham gia Lớp Bồi dưỡng Kiến thức mới cho cán bộ quy hoạch chiến lược khóa XIII tại Học viện Chính trị Quốc gia Hồ Chí Minh.

### Trung ương Đảng
Ngày 30 tháng 1 năm 2021, tại  Đại hội Đại biểu toàn quốc lần thứ XIII của Đảng Cộng Sản Việt Nam, ông Trần Tiến Hưng đã được bầu vào Ban Chấp hành Trung ương Đảng Cộng sản Việt Nam khóa XIII.